# NGC 955
NGC 955 ist eine Spiralgalaxie vom Hubble-Typ Sab im Sternbild Walfisch südlich des Himmelsäquators. Sie ist schätzungsweise 67 Millionen Lichtjahre von der Milchstraße entfernt und hat einen Durchmesser von etwa 60.000 Lichtjahren. Im selben Himmelsareal befinden sich u. a. die Galaxien NGC 936, NGC 941, IC 234.
Das Objekt wurde von dem Astronomen William Herschel am 6. Januar 1785 mithilfe eines 18,7-Zoll-Teleskops entdeckt.